# Neurocolpus simplex
Neurocolpus simplex är en insektsart som beskrevs av Van Duzee 1918. Neurocolpus simplex ingår i släktet Neurocolpus och familjen ängsskinnbaggar. Inga underarter finns listade i Catalogue of Life.